# Bá tước xứ Lincoln
Bá tước xứ Lincoln (tiếng Anh: Earl of Lincoln) là một tước hiệu đã được tạo ra 8 lần trong Đẳng cấp quý tộc Anh, lần gần đây nhất là vào năm 1572 để trao cho chỉ huy hải quân Edward Clinton, Nam tước Clinton thứ 9, ông từng là Đệ nhất Đại thần Hải quân dưới thời Edward VI, Mary I và Elizabeth I của Anh. Tước hiệu này thuộc quyền sở hữu của Công tước xứ Newcastle-under-Lyne từ năm 1768 đến năm 1988, cho đến khi gia tộc công tước này bị tuyệt tự.

## Bá tước xứ Lincoln, lần đầu tiên được tạo ra (1141)
- William d'Aubigny, Bá tước thứ nhất xứ Lincoln và Bá tước thứ nhất xứ Arundel (khoảng 1109–1176)

Dòng Bá tước được thành lập lần đầu tiên có lẽ vào khoảng năm 1141 khi William d'Aubigny, Bá tước Arundel thứ nhất, được nhắc đến là Bá tước Lincoln vào năm 1143 trong hai điều lệ cho Tu viện Affligem, đại diện cho vợ ông là Adeliza xứ Louvain, vợ cũ của Vua Henry I.

## Bá tước xứ Lincoln, lần thứ hai được tạo ra (1143)
- William de Roumare, Bá tước xứ Lincoln (1096–1155) (trở lại Vương quyền)

Bá tước được Vua Stephen tạo ra lần thứ hai vào khoảng thời gian sau năm 1143 vá trao cho William de Roumare. Tuy nhiên, vào năm 1149 hoặc 1150, khi William đã chuyển sang phe của Hoàng hậu Matilda, Vua Stephen đã lấy lại tước phong và phong nó cho Gilbert de Gant làm Bá tước Lincoln.

## Bá tước xứ Lincoln, lần thứ ba được tạo ra (1149)
- Gilbert de Gant, Bá tước xứ Lincoln (1120–1156) (trở lại vương quyền)

Vua Stephen đã lập ra Bá tước xứ Lincoln lần thứ ba vào năm 1149 hoặc 1150 cho Gilbert de Gant, nhưng sau khi ông qua đời vào năm 1156, quyền sở hữu này đã trở lại với Vương quyền.